# Heroin(e)
Heroin(e) è un mediometraggio statunitense del 2017 diretto da Elaine McMillion Sheldon e prodotto da Elaine McMillion Sheldon e Kerrin Sheldon. È stato candidato all'Oscar per il miglior cortometraggio documentario.

## Trama
L'opera è incentrata sull'epidemia di oppiacei, in particolare sui suoi effetti in Huntington, West Virginia, dove il tasso di overdose è 10 volte superiore rispetto alla media USA. Il film segue la polizia, i giudici e le organizzazioni no-profit locali che cercano di aiutare le persone che lottano con la dipendenza da oppioidi per portarle alla guarigione mentre la città affronta un crescente numero di overdose di eroina e antidolorifici da prescrizione e, alla fine, il fentanil molto più potente. Tra loro ci sono tre donne a cui si fa riferimento nel film: il capo dei vigili del fuoco di Huntington, Jan Rader, che, con altri soccorritori, cura le vittime di overdose; Il giudice della contea di Cabell, Patricia Keller, che dirige il tribunale della droga e Necia Freeman del "Ministero della Borsa Marrone", che distribuisce cibo alle donne che ricorrono alla prostituzione per abbattere le loro dipendenze.
Il documentario spiega l'uso del naloxone per curare le vittime di overdose ed esplora lo stato psicologico dei primi soccorritori della contea che vedono decine di overdose al mese. Segue i primi soccorritori alle chiamate per overdose, inclusa un'istanza in cui una donna che viene rianimata al bancone di un minimarket mentre gli altri clienti continuano nel fare i loro acquisti. Sono presenti diverse dozzine di interviste con persone che sono state dipendenti e in recupero che discutono gli effetti del farmaco sulle loro vite e i loro sforzi per riprendersi.

## Produzione

### Concepimento
Sheldon, che è cresciuta a Logan ed Elkview, West Virginia, ha detto che l'epidemia di oppiacei è stato un problema personale e che ha avuto amici e compagni di classe colpiti dalla dipendenza. Il documentario è stato prodotto in collaborazione con il Centro per le segnalazioni investigative, con un tono di speranza che si concentra meno sulla storia, sulle statistiche e sulla politica ma maggiormente sulla routine quotidiana delle persone colpite quotidianamente dagli oppioidi. I media che coprono il tema si sono concentrati pesantemente sulle vittime e in seguito ha detto che voleva creare un documentario incentrato maggiormente sulle persone che li aiutano. Durante i lavori ha detto che sperava che il documentario portasse l'attenzione sulla dipendenza come qualcosa che influisce sulla gente di tutti i dati demografici.
Nel fare il documentario Sheldon ha cercato di cambiare la percezione della dipendenza da oppioidi da un "fallimento morale" a uno "problema medico" in cui la riabilitazione è possibile. Gli appalachi hanno riscontrato problemi con la dipendenza da oppiacei per qualche tempo prima di acquisire una più ampia comprensione del pubblico negli Stati Uniti. Ha detto a Vanity Fair che sentiva che mentre il governo, l'assistenza sanitaria e le aziende farmaceutiche non prestavano attenzione alla difficile situazione in West Virginia, le soluzioni per l'epidemia di oppiacei sarebbero infine proprio arrivate da lì, grazie alla propensione delle persone ad aiutarsi a vicenda. Al contrario invece, ha affermato, in Virginia Occidentale hanno ignorato il problema per troppo tempo e deve essere affrontato, indipendentemente dall'impatto del documentario su come gli altri vedono lo stato.

### Riprese e distribuzione
Il documentario è stato girato tra febbraio 2016 e maggio 2017, con diverse interruzioni. Sheldon e suo marito sono stati gli unici due coinvolti nelle riprese a terra, per un totale di 38 giorni. Il Centro per le segnalazioni investigative ha finanziato il film attraverso la sua iniziativa Glassbreaker.
Sheldon raggiunse l'ufficio del sindaco della città per il documentario e fu presentato a Rader, Keller e agli altri. Successivamente lei e suo marito hanno accompagnato i Vigili del Fuoco per circa 20 giorni (in un periodo di sei mesi). Rader in seguito ha detto a Roll Call che era interessata ai membri del suo dipartimento che soffrivano di disturbi da stress post traumatico in quanto i suoi membri vedono 40 o più cadaveri all'anno, compresi amici e compagni di classe. Ha anche detto che voleva evidenziare l'impatto stimato di $ 100 milioni di oppioidi sull'economia della contea di Cabell, dal momento che il suo reparto risponde a cinque o sette overdose al giorno.
Dopo le riprese, la coppia si è avvicinata a Netflix che li ha aiutati a creare l'opera tramite il montaggio e nella post-produzione. Il corto del film è considerato come uno strumento educativo, ha detto Sheldon, perché basta un'ora per una proiezione nella comunità (39 minuti per guardarlo e 20 minuti per una discussione sui suoi contenuti). I creatori hanno costruito una guida per le proiezioni in modo che potesse essere vista nelle prigioni, nei centri di riabilitazione e nelle scuole di medicina.
Il film ha debuttato nel Telluride Film Festival di agosto 2017. Netflix lo ha rilasciato per lo streaming il mese dopo. Diverse proiezioni del film sono seguite in tutto il paese, in particolare nelle comunità colpite dall'aggiunta di oppioidi.

## Accoglienza

### Critica
Il film è stato elogiato per il suo tono. Forbes l'ha definito come una "contro-narrativa ottimistica" che si concentra su un'alternativa agli approcci duri o giudicanti per comprendere l'impatto degli oppioidi. Forbes ha detto che è "un potente caso per la compassione e per la seconda, la terza, la quarta e la decima possibilità", sebbene non esplorino le loro cause così profondamente come altri lavori come Hillbilly Elegy di J. D. Vance. Il Clarion-Ledger ha scritto che il suo approccio "grintoso" ha permesso allo spettatore di comprendere la vita quotidiana delle persone che cercano di aiutare chi è colpito dalla dipendenza. Il New York Times lo considerava un candidato privilegiato per un Oscar perché "affronta un problema nelle notizie - l'epidemia di oppioidi - con un reportage di attualità e un occhio che da un volto umano alla crisi".
I residenti di Huntington intervistati riguardo al film hanno generalmente sostenuto i suoi contenuti, sottolineando che mette in risalto la compassione delle persone nella comunità.
Rader ha partecipato nel 2018 all'agenda dell'Unione europea come ospite del senatore Joe Manchin e durante il viaggio ha parlato con i legislatori dell'epidemia di oppiacei che ha avuto un impatto sostanziale sull'economia di Huntington.